# 춤 (드라마)
《춤》은 1988년 8월 21일에 MBC TV에서 방영되었던 베스트셀러극장이다.

## 줄거리
더위 견디지 못해 큰맘먹고 피서를 떠났다
주인공은 무더위를 견디다 못해 피서를 떠나기로 결정한다.
주인공은 돈이 아까운 나머지 피서를 꺼리는 아내를 겨우 설득, 대천해수욕장을 찾아가게 된다.
아내는 피서지의 바가지 상혼에 사사건건 맞서 실랑이를 벌인다.
이틀동안의 피서응 말다툼속에서 보낸 뒤 귀가를 한 주인공은 집안에 도둑이 들었다는 사실을 알고는...

## 출연
- 김기수
- 김민석
- 김복희
- 김영석
- 김원미
- 김홍석
- 나영진
- 노정아
- 문시경
- 박경순
- 박병훈
- 박순천
- 백순정
- 석세영
- 신명철
- 윤석오
- 윤순홍
- 윤예희
- 원종철
- 이영자
- 임재경
- 정대홍
- 홍민우
- 홍승옥